# Resurrection - Japanese Tour Mini Album
Resurrection - Japanese Tour Mini Album  è il secondo EP del musicista britannico Brian May, pubblicato il 7 giugno 1993 dalla Parlophone.

## Descrizione
Pubblicato lo stesso giorno dell'omonimo singolo, il disco è uscito come mini-album esclusivamente in Giappone, mettendo insieme i lati B del singolo e aggiungendo i brani del primo EP di May, Star Fleet Project, precedentemente pubblicati come lati B del singolo Back to the Light.

## Tracce
1. Resurrection (con Cozy Powell) – 4:39 (musica: Brian May, Cozy Powell, Jimie Page)
2. Love Token – 5:27
3. Too Much Love Will Kill You (Live Version) – 4:42 (Brian May, Frank Musker, Elizabeth Lamers)
4. Back to the Light (Live Version) – 4:51
5. Tie Your Mother Down (Live Version, con Slash) – 3:30 – originariamente interpretata dai Queen
6. Blues Breaker – 12:44
7. Star Fleet – 8:06
8. Let Me Out – 7:13